# Ferran de Miró i d'Ortafà
Ferran de Miró i d'Ortafà   (Perpinyà, 1839 - Barcelona, 1916) va ser un hisendat i noble català, baró d'Ortafà.

## Biografia
Fill de Joaquim de Miró i de March i de Celestina d'Ortafà i de Boquet, nasqué mentre el seu pare era a l'exili per les seves idees absolutistes. El 1845 tornà a Reus amb ell i la seva mare i es van instal·lar al Palau Miró. Va viure entre Barcelona i Reus, ciutat on el 1861 es va casar amb Antònia Anguera i Janey en contra de la voluntat del seu pare. Joaquim de Miró, encara que va afirmar que el matrimoni «no va ser de la seva satisfacció», va creure que havia d'atendre a la subsistència del fill i la jove i li assignà una pensió anual de 15.000 rals. Va enviudar el 1864 i el 1872 es casà amb Enriqueta de Delàs i de Foixà, germana de Marià de Delàs, un noble carlí nascut a Girona.
Van instal·lar-se a Barcelona, i aquest fet va permetre que Ferran de Miró pogués prescindir del casal dels Miró a la Plaça de Prim de Reus, que va arrendar, pel novembre de 1868, a la societat Centre de Lectura perquè hi situés el seu local social. L'amplitud del nou local van permetre al Centre de Lectura una millor distribució dels seus fons: als salons que donaven a la plaça de Prim hi van col·locar el museu i la biblioteca, i el saló noble va ser utilitzat per a la celebració de conferències i altres activitats culturals. L'entitat va iniciar allà una biblioteca d'incunables i Andreu de Bofarull en va redactar el catàleg. Desallotjat el Centre de Lectura el 1879, ja que donava poca rendibilitat al seu propietari, el 1880 s'hi instal·là Gabriel Masdeu, fins llavors propietari de l'antic hostal de l'Aixemús, i hi inaugurava oficialment el Gran Hotel de Londres.
Fidel a la tradició familiar vinculada amb l'absolutisme, va decantar-se pel partit carlí, i el 1870 va participar en la reunió de Vevey, a Suïssa, on diversos dirigents carlins es van trobar per preparar la Tercera guerra carlina i on va ser proclamat dirigent del carlisme Carles de Borbó. El 1871 es va presentar pel Partit Carlí a les eleccions generals pel districte de Valls.
Més endavant, el seu caràcter conservador li va fer reivindicar els drets senyorials sobre Roda de Berà i Creixell. L'any 1885 va enviar una carta a l'alcalde de Roda on expressava el seu desig d'efectuar un capbreu del terme. Els que ell tenia per vassalls es van negar a qualsevol cessió i va portar als tribunals la reclamació del domini senyorial. Es va constituir una comissió de propietaris de Roda i Creixell per defensar-se conjuntament. El plet no es va acabar fins a l'any 1892. Era, per herència del seu pare, senyor del Castell de Vilafortuny des de 1868.
El baró d'Ortafà va recollir al seu mas de Reus, anomenat Hort d'Olives, actualment desaparegut i que estava situat al que ara és carrer de Cambrils, una destacable col·lecció de materials arqueològics procedents de diverses propietats seves a Tarragona, a Vilafortuny i a Reus, i d'obres i objectes artístics, i va establir en aquell Mas una mena de casa-museu visitable. Va ser propietari de la Casa Castellarnau de Tarragona, d'on va fer treure i va portar al seu Mas de Reus dues làpides i dos baixos relleus romans que hi havia encastats a les parets del vestíbul. Les peces van fer cap després de la Guerra Civil, al Museu de Reus.